# Ёсида, Рихоко
Рихоко Ёсида (яп. 吉田理保子 Ёсида Рихоко, 24 января, 1949, префектура Токио) — японская сэйю.

## Биография
Основная активность актрисы пришлась на период с 1970 по 1990 годы. В этот период она озвучила широкий спектр ролей, включающий в себя и девочек, и взрослых женщин, и матерей. Кроме того, она дублировала множество волевых женских персонажей западного кинематографа, таких, как Эллен Рипли (роль Сигурни Уивер) в «Чужой 3», Сару Коннор (роль Линды Хэмилтон) в «Терминатор 2» и Кристин Кегни (роль Шэрон Глесс) в «Кегни и Лейси». С 1998 года актриса оставила работу сэйю и занимается в основном менеджментом, хотя возвращается к прежней работе, если надо озвучить ее старых персонажей.

## Позиции в Гран-при журнала Animage
- 1979 год — 10-е место в Гран-при журнала Animage, в номинации на лучшую женскую роль[2];
- 1980 год — 8-е место в Гран-при журнала Animage, в номинации на лучшую женскую роль[3];
- 1981 год — 9-е место в Гран-при журнала Animage, в номинации на лучшую женскую роль[4];
- 1982 год — 9-е место в Гран-при журнала Animage, в номинации на лучшую женскую роль[5];
- 1985 год — 19-е место в Гран-при журнала Animage, в номинации на лучшую женскую роль[6].

## Роли в аниме
- 1971 год — Люпен III (ТВ) (Лиза (эп. 11));
- 1973 год — Милашка Хани (Нацуко Аки);
- 1974 год — Хайди - девочка Альп (ТВ) (Клара Сесеманн);
- 1974 год — Hajime Ningen Giatrus (Пико-тян);
- 1975 год — La Seine no Hoshi (Анжелика);
- 1975 год — Принцесса подводного царства (Принцесса Свами);
- 1975 год — Инопланетный робот Грендайзер (ТВ) (Мария Грейс Фрид);
- 1975 год — Koutetsu Jeeg (Мива Удзуки);
- 1975 год — Инопланетный робот Грендайзер - Фильм (Мария);
- 1976 год — Machine Hayabusa (Сакура);
- 1976 год — Великий морской монстр (Митиру Саотомэ);
- 1976 год — Инопланетный робот Грендайзер: Битва на закате (Мария Грейс Фрид);
- 1977 год — Wakusei Robo Danguard A (Лиса Кирино);
- 1977 год — Ashita e Attack! (Асука Итидзё);
- 1977 год — Гран-при (Риэ Катори);
- 1978 год — Magic Tickle (Щекотка);
- 1978 год — Космический пират капитан Харлок (ТВ) (Эмиральда);
- 1978 год — Конан - мальчик из будущего (ТВ) (Монсли);
- 1979 год — Конан - мальчик из будущего (фильм 1979) (Монсли);
- 1979 год — Toushi Gordian (Роз);
- 1979 год — Роза Версаля (ТВ) (Розали);
- 1980 год — Muu no Hakugei (Мадора);
- 1981 год — Училка Матико (Училка Матико);
- 1981 год — Несносные пришельцы (ТВ) (Курама-химэ);
- 1982 год — Южная радуга Люси (Кейт);
- 1982 год — Ohayou! Spank (Синако);
- 1983 год — Альпийская история: Моя Аннетт (Мэри);
- 1983 год — Несносные пришельцы: Только ты (фильм #1) (Курама-химэ);
- 1983 год — Choujikuu Seiki Orguss (Тина Хендерсон);
- 1984 год — Makiba no Shoujo Katori (Ханна);
- 1984 год — Конан - мальчик из будущего (фильм 1984) (Монсли);
- 1984 год — Навсикая из Долины Ветров (Тэто / Девушка);
- 1984 год — Oyo Neko Bunyan (Арэрэ);
- 1985 год — Musashi no Ken (Каё Нацуки);
- 1985 год — Люпен III: Легенда о золоте Вавилона (фильм третий) (Закская);
- 1985 год — High School! Kimen-gumi (Саэ Уру (вторая часть) / Тэцуко Китайва);
- 1986 год — The Story of Pollyanna, Girl of Love (Делла);
- 1986 год — Легенда о Хикари (Директор школы);
- 1986 год — Виндария (Кундри);
- 1986 год — Приключения Боско (Дамия);
- 1987 год — Девичья Сила OVA-1 (Джонни);
- 1988 год — Девичья Сила OVA-2 (Джонни);
- 1988 год — Shoukoushi Cedie (Сарра);
- 1989 год — Полиция Будущего (ТВ) (Такаяма);
- 1990 год — Onna Senshi Efe & Jiira Guude no Monshou (Святая Верховная Мать);
- 1990 год — Bouken! Iczer 3 (Голем);
- 1991 год — Легенда о Королях-Драконах (Саэко Тоба);
- 1991 год — Уважаемый старший брат (ТВ) (Мать Марико);
- 1992 год — Мама-четвероклассница (Мирай);
- 1993 год — Kyouryuu Wakusei (Рэй);
- 1994 год — Компайлер OVA-1 (Аплоуд);
- 1995 год — Ai Tenshi Densetsu Wedding Peach (Юра);
- 1995 год — Красавица-воин Сейлор Мун Супер Эс - Фильм (Королева Бадиана);
- 1996 год — Meiken Lassie (Мелисса);
- 1996 год — Особые Рубаки (Джозефина);
- 1997 год — Chuuka Ichiban (Пай).